# Dondong
Dondong is een bestuurslaag in het regentschap Cilacap van de provincie Midden-Java, Indonesië. Dondong telt 6340 inwoners (volkstelling 2010).